# (4677) Hiroshi
(4677) Hiroshi est un astéroïde de la ceinture principale.

## Description
(4677) Hiroshi est un astéroïde de la ceinture principale. Il fut découvert par Atsushi Takahashi et Kazurō Watanabe le 26 septembre 1990 à Kitami. Il présente une orbite caractérisée par un demi-grand axe de 3,13 UA, une excentricité de 0,194 et une inclinaison de 0,482° par rapport à l'écliptique.
Il fut nommé en hommage à l'astronome japonais Hiroshi Kaneda.

## Compléments